# سلعة عامة
في الاقتصاد، السلعة العامة (بالإنجليزية: Public good)‏، هي السلعة التي لا يمكن حجبها عن الناس حتى لو كانوا لا يدفعون مقابلها. والسلع التي إذا أتيحت لشخص واحد، تصبح متاحة لجميع الآخرين بنفس الشروط تلقائياً.
تشمل السلع العامة المعرفة والإحصاءات الرسمية والأمن القومي واللغات المشتركة وأنظمة التحكم في الفيضانات والمنارات وإضاءة الشوارع وموسوعة ويكيبيديا. في بعض الأحيان يشار إلى السلع العامة المتوفرة في كل مكان على أنها سلع عامة عالمية. هناك اختلاف مفاهيمي هام بين الإحساس بالصالح العام أو «السلع العامة» في الاقتصاد، والفكرة الأكثر عمومية «للصالح العام» (أو المصلحة العامة).

## أمثلة
تشمل الأمثلة الشائعة للسلع العامة: جيوش الدول والألعاب النارية العامة والمنارات والهواء النقي والسلع البيئية الأخرى، والسلع الإعلامية مثل الإحصائيات الرسمية والبرمجيات مفتوحة المصدر والمؤلفات والتلفزيون والإذاعة العامة. يتطلب إنتاج بعض السلع مثل أدوية الأمراض اليتيمة حوافز حكومية خاصة، ولكن لا يمكن تصنيفها كسلع عامة لأنها لا تلبي الشروط التالية: غير قابلة للاستبعاد أو التنافس. وأيضًا تطبيق القانون والشوارع والمكتبات والمتاحف، يساء تصنيف التعليم بشكل عام على كسلعة عامة، ولكنه يصنف تقنيًا من الناحية الاقتصادية على أنه سلع شبه عامة لأن الاستبعاد ممكن، ورغم ذلك فهو لا يزال يلائم بعض خصائص السلع العامة.
يعد توفير المنارة مثالًا للسلعة العامة، حيث يصعب منع السفن من الاستفادة منها. لا ينقِص استخدام أي سفينة من استخدام السفن الأخرى، ونظرًا لأن معظم فوائد المنارة تذهب للسفن التي تستخدم موانئ معينة يمكن أن تكون ضريبة المنارة مربحة لرسوم الميناء. وكان ذلك كافيًا لتمويل المنارات بشكل فعلي.
يمكن للتقدم التكنولوجي أن ينشأ سلعًا عامة جديدة. أبسط الأمثلة هي أضواء الشوارع والتي تعتبر اختراعات حديثة نسبيًا (حسب المعايير التاريخية). لا ينقص استمتاع الشخص بها من استفادة الأشخاص الآخرين، وسيكون من المكلف حاليًا فرض رسوم على الأفراد بشكل منفصل مقابل مقدار الضوء الذي يفترض أنهم يستخدمونه. الإحصاءات الرسمية هي مثال آخر. يدعم التقدم التكنولوجي قدرة الحكومة على جمع ومعالجة وتوفير معلومات عالية الجودة لتوجيه عملية صنع القرار على جميع المستويات. قد يتغير وضع السلعة العامة من ناحية أخرى بمرور الوقت. يمكن أن يؤثر التقدم التكنولوجي بشكل كبير على استبعاد السلع العامة التقليدية: يسمح التشفير للمذيعين ببيع حق وصول الأشخاص إلى برامجهم.

## مشكلة المستفيد المجاني
غالبًا ما ترتبط السلع العامة بمشكلة المستفيد المجاني، وهي أحد أنماط مشاكل السوق، حيث لا يحقق السلوك الفردي نتائج اقتصادية فعالة. ينتج عن إنشاء سلع عامة عوامل خارجية إيجابية لا يدفع أي أجر لها. إذا لم تجني المنظمات الخاصة جميع فوائد السلعة العامة التي أنتجتها ربما تكون حوافز إنتاجها طوعًا غير كافية. يمكن للمستهلكين الاستفادة من السلع العامة دون المساهمة بشكل كبير في إنشائها. ويسمى على ذلك مشكلة المستفيد المجاني. إذا قرر الكثير من المستهلكين سلوك طريق الاستخدام المجاني فإن التكاليف الخاصة تتجاوز الفوائد الخاصة ويختفي الحافز لتوفير السلعة أو الخدمة في السوق. وبالتالي يفشل السوق في توفير سلعة أو خدمة نحتاج إليها.
تعتمد مشكلة المستفيد المجاني على تصور الإنسان كشخص اقتصادي: أي كائن عقلاني وأناني بحت، مع مراعاة الفوائد والتكاليف التي تؤثر عليه بشكل مباشر. تعطي السلع العامة مثل هذا الشخص حافزًا ليكون مستفيدًا مجانيًا.
على سبيل المثال: في الدفاع الوطني الذي يعتبر مثال جيد على الصالح العام. ولنفترض أنَّ الإنسان الاقتصادي يفكر في بذل بعض الجهود الإضافية للدفاع عن الأمة. ستكون المنافع الفردية من هذا الجهد منخفضة للغاية لأنها موزعة على الملايين من الأشخاص الآخرين في البلاد. كما توجد احتمالية كبيرة للتعرض للإصابة أو القتل خلال فترة الخدمة العسكرية.
ومن ناحية أخرى يعرف المستفيد المجاني أنه من غير الممكن استبعاده من فوائد الدفاع الوطني بغض النظر عما إذا كان قد ساهم في ذلك أو لا. ولا توجد طريقة يمكن بها تقسيم هذه المزايا وتوزيعها بشكل فردي على الناس. لن يبذل المتسابق الحر أي جهد إضافي بشكل طوعي، ما لم يحظى ببعض المتعة أو بمكافأة المادية للقيام بذلك (على سبيل المثال: الأموال التي تدفعها الحكومة). مشكلة المستفيد المجاني أكثر تعقيدًا مما كان يعتقد حتى وقت قريب. يمكن في أي وقت أن يؤدي عدم الاستبعاد إلى الفشل في دفع القيمة الحدية الحقيقية للخدمة (تسمى مشكلة الكشف عن الطلب).
في سلع المعلومات: قد يفيد مخترع منتج جديد المجتمع بأكمله، ولكن لا يرغب أي شخص في دفع المال لقاء الاختراع إذا كان بإمكانه الاستفادة منه مجانًا. ومع ذلك ففي حالة وجود معلومات جيدة تمتلك خصائص عدم الاستبعاد وتكاليف نسخ صفرية تقريبًا يكون التسليع صعبًا وغير فعال حتى من وجهة نظر اقتصادية كلاسيكية.

## مستويات الإنتاج الفعال للسلع العامة
تتحقق أمثلية باريتو لإنتاج السلع العامة في المجتمع عندما يكون مجموع معدل الاستبدال الثانوي بين السلع الخاصة والسلع العامة لجميع الأفراد يساوي معدل التحول الثانوي. يتناقض ذلك مع حالة باريتو المثالية للسلع الخاصة، حيث يتساوى معدل الاستبدال الثانوي لكل مستهلك، وكذلك معدل التحول الثانوي للمجتمعات.
مثال على ذلك وجود مجتمع من المستهلكين فقط: تدرس الحكومة احتمال بناء حديقة عامة أم لا. يوجد شخص واحد مستعد لدفع ما يصل إلى 200 دولار مقابل استخدامها، في حين يوجد شخص آخر على استعداد لدفع ما يصل إلى 100 دولار. القيمة الإجمالية لشخصين لامتلاك الحديقة 300 دولار. إذا أمكننا إنشاء الحديقة بكلفة 225 دولارًا سنكسب قيمة 75 دولارًا نظرًا لأنها توفر خدمات بـ 300 دولار وبتكلفة 225 دولارًا فقط.
وبغض النظر عن طريقة توفير السلع العامة لا يزال المستوى الفعال لهذا الحكم خاضعًا للتحليل الاقتصادي. على سبيل المثال: يحسب شرط سامولسون مستوى الإنتاج الفعال للسلع العامة بحيث تكون نسبة التكلفة الاجتماعية الثانوية لإنتاج السلع العامة والخاصة مساوية لنسبة الفائدة الاجتماعية الحدية منها.

## الملكية
السؤال الأكثر أهمية الذي يتعلق بالسلع العامة هو ما إذا كانت يجب أن تكون مملوكة من قبل القطاع العام أو الخاص. ذكر علماء الاقتصاد مثل أوليفر هارت (عام 1995) أنَّ الملكية مهمة لتحفيز الاستثمار عندما تكون العقود غير مكتملة. طبق نموذج التعاقد غير المكتمل على السلع العامة من قبل بيسلي وغاتاك (عام 2001).
وقد اعتبرا أنَّ الحكومة والشركات غير الحكومية قادرة على القيام باستثمارات لتوفير الفائدة العامة. قال بيسلي وغاتاك أنَّ المجموعة التي تمتلك تقييم أكبر للصالح العام يجب أن تكون المالكة بغض النظر إذا كانت حكومية أو شركة غير حكومية لديها تقنية استثمار أفضل. تتناقض هذه النتيجة مع حالة السلع الخاصة التي درسها هارت عام 1995 حيث يجب أن يكون المالك هو الطرف الذي يمتلك تكنولوجيا الاستثمار الأفضل.